# Flygande målvakt
En flygande målvakt är ett system för fotboll och andra idrotter, då målvaktens roll är mer flexibel än vanligt, och han även kan delta i spelet som vanlig utespelare.
Systemet används oftast i informella matcher, till exempel på skolraster, där till exempel en utvald spelare eller spelaren för tillfället närmast målet får agera målvakt inom det egna lagets målområde (ta bollen med händerna och så vidare)
Systemet används ofta då till exempel alla spelare vill delta aktivt i spelet och inte stå hela tiden i målet och vänta, eller som en utjämningstaktik där laget med en extra spelare har en permanent målvakt.

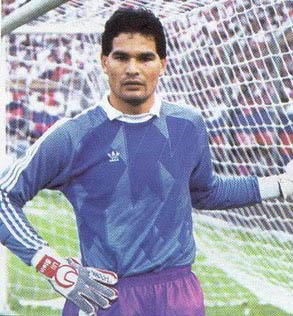
José Luis Chilavert

På mer organiserad nivå har framför allt Paraguays målvakt José Luis Chilavert gjort sig känd genom att lämna det egna lagets målområde för att slå in frisparkar och straffsparkar, samt göra mål på långskott.

### Fotnoter
1. ↑  Jan Jönsson (17 maj 2002). ”Chilavert, målvakten som helst vill näta” (på svenska). Sydsvenskan. https://www.sydsvenskan.se/2002-05-17/chilavert---malvakten-som-helst-vill-nata. Läst 4 juli 2002.